# Encephalartos villosus
Encephalartos villosus là một loài thực vật hạt trần trong họ Zamiaceae. Loài này được Lem. mô tả khoa học đầu tiên năm 1868.. Encephalartos villosus là một loài cycad Nam Phi xuất phát từ vùng lân cận Đông London , nơi nó được tìm thấy gần bờ biển, đến biên giới phía bắc của Eswatini (Swaziland) nơi nó có thể phát triển tới 100 km vào đất liền. Loài này phổ biến trong phạm vi của nó và được trồng thường xuyên nhất ở Nam Phi, phần lớn là do giá cả phải chăng. Là kết quả của sự phân bố địa lý lớn của nó, nó đáng chú ý là thay đổi trong hình dạng lá và hình nón.
Một thân cây phần lớn dưới lòng đất dẫn đến rất ít thực vật có thể nhìn thấy được, do đó nó được mô tả như một loài lùn. Môi trường sống ưa thích của loài này là bụi cây ven biển không có sương giá. Nó lai dễ dàng với Encephalartos altensteinii ở Đông Cape và với Encephalartos lebomboensis ở khu vực Pongola .
Cây đực có thể mang tới 15 nón, trong khi chỉ có một hoặc hai nón xuất hiện trên con cái.